# ماذا بقي (فلم)
مساعد طيار (بالفرنسية: Die Welt wird eine andere sein) هو فيلم فرنسي لبناني ألماني من إخراج آن زهرة برشيد، صدر عام 2021.

## ملخص
في التسعينيات، التقت أسلي، طالبة علم الأحياء، بسعيد، اللبناني الذي جاء لدراسة طب الأسنان في ألمانيا، بناءً على رغبة والديه. يتزوجون سرا في المسجد لأن والدة أسلي أرملة من أصل تركي تعارض زواجها من عربي.
يبدأ سعيد بالذهاب إلى المسجد بشكل متكرر. ترك دراسة طب الأسنان وذهب إلى مدينة أخرى في ألمانيا ليتعلم الطيران. عندما يجد زوجته، فجأة يخبرها أنه يجب عليه السفر إلى الخارج لفترة من الوقت. يعرض عليها تذكرة سفر إلى لبنان حتى تتمكن من مقابلة والديه. عند وصولها إلى أهل زوجها، تعلم أنهم يبحثون عن سعيد ويستجوبونها. تكشف أسلي أنها تلقت رسالة من اليمن.
يمر عام ويقرع سعيد جرس باب أسلي. ولديه ندوب. أسلي ترفض في البداية الترحيب به في منزلها، لكنها تستسلم لإعلان سعيد عن الحب، وتخبره أنه ارتكب خطأً كبيراً. وسوف يستأنف تدريبه التجريبي بالقرب من منزلهم.
وبعد مرور بعض الوقت، أخبر سعيد زوجته أنه سيلتحق بمدرسة للطيران في الولايات المتحدة. أسلي تزوره عندما حصل للتو على رخصة الطيران ثم يأخذها معه في رحلة. ويخططون للاستقرار في الولايات المتحدة. تعود إلى ألمانيا وحدها لإكمال دراستها. ومع ذلك، يحدث حدث مأساوي يغير مصيرهم.

## توزيع الأدوار
- كانان كير: اصلي
- روجر عازار: سعيد
- اوزاي فيشت: زينب
- جانا جوليا روث: جاكي
- نقولا الشاوي: أجرة
- دارينا الجندي: سليمة
- سيسي تشو: جوليا
- زينب أدا كيناست: إبرو
- عزيز دياب: كريم
- جينا ستيبيتز: ماريسا
- هانز يورغن ألف: كلاوس ماير
- مارلين فانستن: ليانا

## إنتاج
تم التصوير في الفترة من 23 أغسطس 2018 إلى 17 ديسمبر 2018 في برلين ولايبزيغ وهامبورغ وبوخوم وجريفسفالد وميامي وبيروت.

## وصلات خارجية

### الموارد السمعية والبصرية:
- مخصص
- المركز الوطني للسينما والصور المتحركة
- بوابة الفيلم
- شجونه
- ضوء
- قاعدة بيانات الأفلام
- يونيفرانس